# Аркозелу (Барселуш)
Аркозелу (порт. Arcozelo; МФА: [aɾ.ku.ˈze.ɫu]) — парафія в Португалії, у муніципалітеті Барселуш. Розташована в північно-західній частині країни, на теренах історичної португальської провінції Дору-Міню. Входить до складу округу Брага. За адміністративним поділом, чинним до 1976 року, терени парафії були складовою провінції Міню. Належить до Бразької архідіоцезії Католицької церкви. Патрон — святий Мамант. Площа — 3,4368 км². Населення — 12840 ос. (2011). Середньо урбанізований регіон. Густота населення — 3736,03 осіб/км²
. Код — 030209.

## Населення
| Кількість мешканців | Кількість мешканців | Кількість мешканців | Кількість мешканців | Кількість мешканців | Кількість мешканців | Кількість мешканців | Кількість мешканців | Кількість мешканців | Кількість мешканців | Кількість мешканців | Кількість мешканців | Кількість мешканців | Кількість мешканців | Кількість мешканців |
| ------------------- | ------------------- | ------------------- | ------------------- | ------------------- | ------------------- | ------------------- | ------------------- | ------------------- | ------------------- | ------------------- | ------------------- | ------------------- | ------------------- | ------------------- |
| 1864                | 1878                | 1890                | 1900                | 1911                | 1920                | 1930                | 1940                | 1950                | 1960                | 1970                | 1981                | 1991                | 2001                | 2011                |
| 477                 | 447                 | 460                 | 558                 | 900                 | 1 073               | 1 387               | 1 971               | 2 584               | 2 657               | 4 720               | 6 708               | 8 697               | 13 375              | 12 840              |